# Bataille de Prataporci
Guerres entre guelfes et gibelins
Batailles
1150 – 1200
- Vernavola (1154)
- Spolète (1155)
- Tortone (1155)
- Milan (1158)
- Siziano (1159)
- Crema (1159)
- Carcano (1160)
- Milan (1162)
- Prataporci (1167)
- Alexandrie (1174-1175)
- Legnano (1176)

1201 – 1250
- Calcinato (1201)
- Casei Gerola (1213)
- Cortenuova (1237)
- Brescia (1238)
- Faenza (1239)
- Giglio (1241)
- Viterbe (1243)
- Parme (1248)
- Fossalta (1249)
- Cingoli (1250)

1251 – 1300
- Bataille de Montebruno (1255)
- Cassano (1259)
- Montaperti (1260)
- Bénévent (1266)
- Tagliacozzo (1268)
- Colle (1269)
- Roccavione (1275)
- Desio (1277)
- Forlì (1282)
- Pieve al Toppo (1288)
- Campaldino (1289)

1301 – 1350
- Pavie (1302)
- La Lastra (1304)
- Milan (1311)
- Soncino (1312)
- Gaggiano (1313)
- Rho (1313)
- Ponte San Pietro (1313)
- Scrivia (1315)
- Montecatini (1315)
- Pavie (1315)
- Sestri (1318)
- Bardi (1321)
- Mirandola (1321)
- Gorgonzola (1323)
- Vaprio d'Adda (1324)
- Altopascio (1324)
- Zappolino (1325)
- San Felice (1332)
- San Quirico (1341)
- Gamenario (1345)

1351 – 1402
- Mirandola (1355)
- Casorate (1356)
- Solara (1356)
- Alexandrie (1391)
- Casalecchio (1402)

La Bataille de Prataporci (aussi appelée bataille de Monte Porzio et bataille de Tusculum) s'est déroulée le 29 mai 1167. Elle opposait les forces armées du Saint-Empire romain germanique aux milices de la Commune de Rome. Cette milice romaine, que l'historien Gregorovius a qualifié de « plus grande armée que Rome eut envoyé au combat depuis des siècles », est défaite par les forces de l'empereur Frédéric Barberousse et ses alliés locaux, les comtes de Tusculum et le seigneur d'Albano.

## Déroulement
Le site de la bataille est un champ (le Prataporci) dominé par une colline et s'étendant jusqu'au pied des remparts de la ville antique de Tusculum, à 25 km environ au sud-est de Rome. Dans sa chronique universelle, la Chronica Universalis, un auteur contemporain, Sicard de Crémone, dit qu'elle a eu lieu « près de Monte Porzio » (apud Montem Portium).
La bataille de Monte Porzio s'inscrit dans la longue lutte opposant les cités-états italiennes au Saint Empire. En 1166, Barberousse avait lancé une campagne militaire en Italie avec l'intention de déposer le pape rival Alexandre III et de placer sur le trône son propre candidat, l'antipape Pascal III. Il avait confié le commandement de l'armée à deux éminents princes de l'Empire, l'archevêque Rainald de Cologne et l'archevêque Christian de Mayence. Le 18 mai, Rainald s'empara de Civitavecchia puis prit ses quartiers dans la ville alliée de Tusculum, peut-être à l'invitation du comte Raino, partisan de l'empereur. La milice romaine accablait alors cette ville, longtemps rivale de Rome, de ses rapines. Le pape Alexandre, certain que Barberousse viendrait au besoin à la rescousse de Raino, engagea les Romains à la prudence ; ce fut vain : le consul des Romains n'avait pas sitôt appris l'arrivée de Rainald à Tusculum, qu'il partit y mettre le siège.
À l'approche de l'armée des Romains, le comte Raino et l'archevêque Rainald appelèrent à l'aide Christian de Buch, qui assiégeait alors Ancône sur la côte. Les deux corps de troupe de Christian étaient commandés l'un par l'évêque Alexandre II de Liège, l'autre par le comte Robert II de Bassonville. L'armée de Christian comptait à peu près 1 300 hommes dont, selon Othon de Saint-Blaise, 500 milites (chevaliers ou hommes en armes) et 800 cæsarianos (fantassins), 300 d'entre eux étant retranchés à l’intérieur des remparts de Tusculum. Selon d'autres chroniqueurs, Christian aurait disposé de 500 à 1000 chevaliers et de mercenaires brabançons.
Christian fit camper son armée de l'autre côté de la colline et tenta la première journée de négocier, mais les milices romaines repoussèrent son offre et, fortes de 10 000 hommes faiblement armés, attaquèrent en masse le jour de la Pentecôte. On ignore le nom du chef de ces milices, mais il pourrait s'agir d'Oddone Frangipani. L'armée impériale était en nette infériorité numérique, mais elle était bien mieux entraînée et équipée. Les Brabançons et les chevaliers de l'évêché de Cologne (ville de Rainald) soutinrent le choc. Puis deux sorties de Tusculum eurent pour effet de diviser les troupes romaines : l'une les prit par le travers et l'autre les engagea au centre. Alors que la cavalerie romaine s'enfuyait, les Brabançons marchaient vers le camp romain. Moins d'un tiers de l'armée romaine avait pu se retrancher dans Rome à la tombée de la nuit. Des milliers de Romains survivants (y compris l'un des fils d'Oddon Frangipani) furent capturés et emmenés à Viterbe.
Le pape et Oddon se réfugièrent à l'intérieur du Colisée (qui était à l'époque fortifié comme un château) et cherchèrent à réunir des renforts. Rome se préparait à présent au siège. Mais lorsqu'après 7 jours de siège, Barberousse fit son entrée dans Rome, le pape était parvenu à s'enfuir à Benevent. Barberousse se fit couronner une seconde fois empereur par l’antipape Pascal III le 1er août mais son armée était décimée par une épidémie (malaria ou peste), et il dut se replier en Allemagne au printemps 1168. C'est probablement au cours de cette épidémie que l'archevêque Rainald de Cologne trouva la mort,.